# Simariya
Simariya – gaun wikas samiti we wschodniej części Nepalu w strefie Kośi w dystrykcie Sunsari. Według nepalskiego spisu powszechnego z 2001 roku liczył on 961 gospodarstw domowych i 4677 mieszkańców (2352 kobiet i 2325 mężczyzn).